# Kentukis
Kentukis es la segunda novela de la escritora argentina Samantha Schweblin, publicada en el 2018 por la editorial Penguin Random House. La novela sigue la historia de distintos personajes de diversos países, y cómo sus vidas son atravesadas por la llegada de los «kentukis», una especie de peluches tecnológicos con cámaras incrustadas los cuales, una vez comprados, pueden ser controlados por un usuario desde cualquier parte del mundo.

## Composición
En una entrevista para el diario argentino Página/12, Schweblin mencionó que el elemento e idea inicial de la novela, el kentuki, se le ocurrió pensando en la tecnología:

Recuerdo que estaba acá, en Buenos Aires, viajando en colectivo, yendo para un almuerzo, […] y venía pensando mucho en la tecnología por lo que me pasa en Berlín; gran parte de mis comunicaciones están mediadas por la tecnología. Justo coincidió ese viaje con el pequeño boom que hubo de las imágenes de los drones en los medios, que de pronto nos mostraron una nueva realidad de una ciudad que ya conocíamos, pero nos revelaron un montón de espacios que nos estaban vedados. Ahí me apareció la idea del kentuki, pero tardó en convertirse en novela.

### Título
En cuanto al nombre, «kentuki», la escritora explicó que le surgió de manera espontánea tras escribir el primer borrador de la novela. A su vez, cuando Schweblin continuó con la novela, decidió buscarle un nombre definitivo «que sonara a algo extranjero, pero también a trucho, a popular, a barato. A yanqui pero también a japonés, o chino. A una marca que ya escuchamos en algún otro lugar, aunque no recordemos de dónde».

## Recepción
El año de su publicación, la novela fue seleccionada por la versión en español del periódico estadounidense The New York Times como uno de los diez mejores títulos de ficción de 2018. En el año 2020, Kentukis recibió el Premio Mandarache, otorgado por un jurado de unos 6000 jóvenes lectores de entre 12 y 30 años coordinados por comités de lectura de España, Colombia y Chile, y en 2021, la novela recibió el premio IILA-Literatura.